# HMS Kangaroo (1795)
Pour les autres navires du même nom, voir HMS Kangaroo.
Le HMS Kangaroo est un brick de classe Diligence portant 18 canons lancé en 1795 pour la Royal Navy. Il sert principalement sur les côtes anglaises et en Méditerranée, avant d'être revendu en 1802.